# Tmarus malleti
Tmarus malleti là một loài nhện trong họ Thomisidae.
Loài này thuộc chi Tmarus. Tmarus malleti được Roger de Lessert miêu tả năm 1919.